# دوو لیور
دوو لیور (به عبری: דב ליאור) (متولد ۱۹۳۳) یک حاخام اسرائیلی است که حاخام حبرون و کیریات اربا در کرانه باختری می‌باشد.

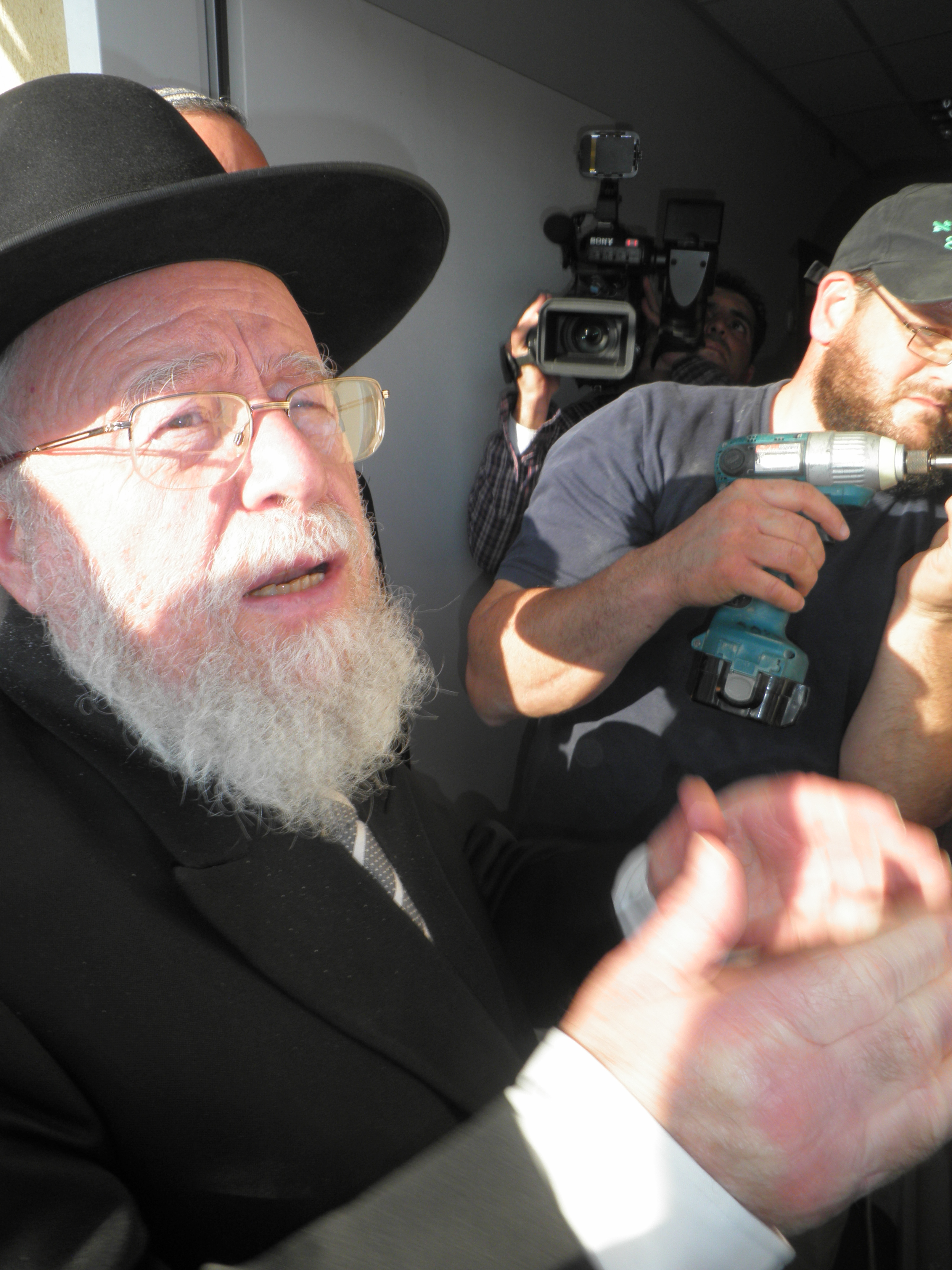
حاخام دوو لیور.

## زندگینامه
او در یک خانواده حسیدی بلز از موشه لینواند در لهستان متولد شد. او چندین هفته قبل از تأسیس کشور اسرائیل به آن مهاجرت کرد و نام خانوادگی خود را به نام عبری لیور تغییر داد. او ابتدا در یشیوای بنی آکیوا تحصیل کرد و بعد نزد حاخام زوی یهودا کوک تحصیل کرد. کوک او را که یتیم بود مانند فرزند خود بزرگ کرد. لیور در سال ۱۹۶۰ ازدواج کرد. همسر او در سال ۱۹۸۸ در اثر سرطان در گذشت. او بعداً با همسر دیگری به نام استر ازدواج کرد. لیور دارای ۱۱ فرزند، ۵۵ نوه و دو نتیجه است.

## حاخام
لیور یک صهیونیست مذهبی و دانشجوی زوی یهودا کوک پسر ابراهیم اسحاق کوک است. او ابتدا به عنوان حاخام موشاو کفار به مدت ۱۰ سال بود. او سپس حاخام اعظم کیریاب اربا شد. او در سال ۱۹۷۸ برای حاخام اعظم اورشلیم کاندید شد ولیکن در انتخابات شکست خورد. یکی از دستورهای او که گفته بود یهودیان باید برای مردن آماده باشند در صورتی که دولت تصمیم به تخلیه خانه‌های یهودی در کرانه باختری کرده باشد به معنی مجاز بودن خودکشی برای جلوگیری از اینکار تفسیر شد. او در سال ۱۹۸۰ از انتخابات محروم شد زیرا گفته بود که عربهای تروریست را می‌توان به عنوان خوکچه آزمایشگاهی برای آزمایش‌های پزشکی استفاده نمود. بعد از کشتار مرکاز هاراو او فتوا داد که اجاره دادن خانه و دادن کار به عربها مجاز نیست. او و حاخامهای راست گرای افراطی دیگر در چندین مورد گفته‌اند که تصمیم‌های دولت اسرائیل در قبال شهرک‌های یهودی بدتر از کارهای دولت انگلستان در زمان کنترل اسرائیل است. او در یک خطبه گفته بود که حاضر است برای نجات یک سرباز اسرائیلی تمامی بیروت را نابود کند. او در سال ۲۰۰۹ با اعطای کنترل قسمت‌های مسیحی‌نشین به واتیکان مخالفت کرد و گفت که غیرقابل تصور است که کنترل بخشی از سرزمین اسرائیل به واتیکان داده شود. در سال ۲۰۱۱ او به دولت اسرائیل پیشنهاد کرد که به عربهای بدوئین اسرائیل پول دهد تا به سرزمین اصلی خود در نظر او، عربستان سعودی و لیبی بازگردند. در سال ۲۰۱۱ او به دلیل نوشتارهای رادیکال خود در کتابش توسط پلیس اسرائیل بازجویی شد. پلیس دستور دستگیری او را داد که به دلیل مخالفت مقام‌های مذهبی از اینکار پشیمان شد.

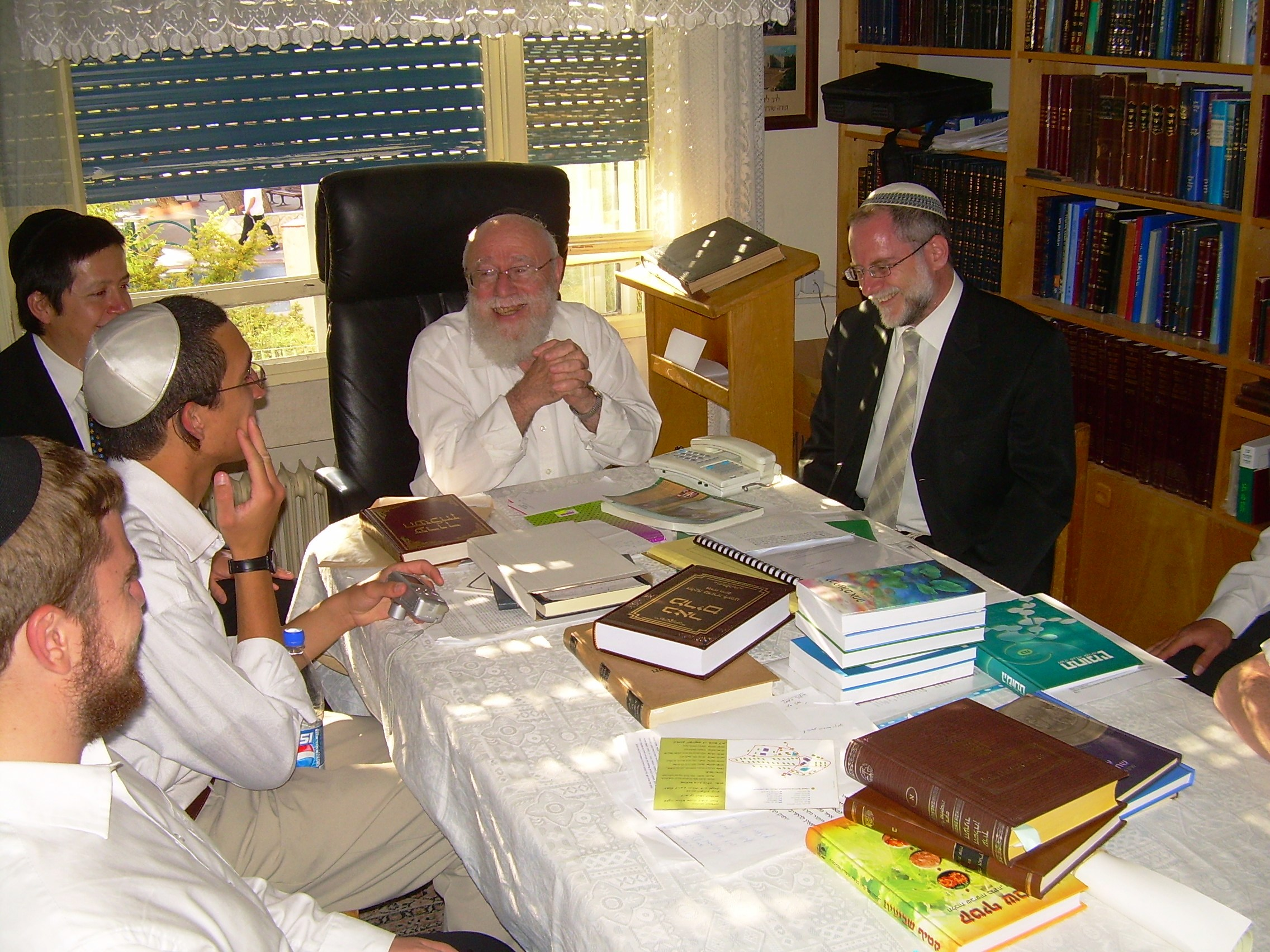
حاخام دوو لیور (وسط) و شاگردانش.

## سخنان بحث‌برانگیز
لیور سخنان بحث‌برانگیز بسیار زیادی مطرح کرده‌است. او گفته‌است که بر اساس هلاخا (فقه یهودی) کشتن غیریهودیان در جنگ مجاز است. او گفته‌است که زنان یهودی نباید از بانک اسپرم، اسپرم غیریهودی دریافت کنند و بچه‌ای که به این وسیله تولید شود "دارای ویژگی‌های ژنتیک منفی غیریهودیان خواهد بود" و "اسپرم جنتیل باعث کودکان وحشی خواهد شد". او اسحاق رابین را یک خائن به سرزمین اسرائیل خوانده بود. قاتل رابین با لیور ملاقات کرده بود. بعد از کشتار غار ابراهیمی توسط باروخ گلدشتاین که در آن ۲۹ فلسطینی در حین نماز کشته شدند لیور در مورد او گفت "او مقدس تر از تمامی شهدای هولوکاست است".
در سال ۲۰۱۱ او به دلیل نوشتن کتاب "تورات پادشاه" مورد احضار پلیس قرار گرفت. در کتاب او نوشت که یهودیان اجازه دارند غیریهودیان و حتی نوزادان آن‌ها را بکشند. پلیس تصمیم به دستگیری او داشت ولیکن تظاهرات طرفداران او باعث جلوگیری از اینکار شد. تزیپی لیونی و بنیامین نتانیاهو سخنان لیور را محکوم کردند و گفتند که حاخامها بالاتر از قانون نیستند. در سال ۲۰۱۱ او گفت که عربها شترسواران شیطانی هستند. در سال ۲۰۱۲ او باراک اوباما رئیس جمهور آمریکا را "کوشی غرب" خواند که یک اصطلاح نژاد پرستانه در مورد اصلیت آفریقایی-آمریکایی وی است. او وی را با هامان دشمن یهودیان در کتاب استر تشبیه کرد. او سران اروپایی را همکاران نازیها خواند. در ژوئیه ۲۰۱۴ او گفت که نابود کردن غزه و کشتن فلسطینیان غیرنظامی مجاز است.
داو لیور که در شهر الخلیل، در کرانه باختری رود اردن، می زید فتوا داده است که اگر لازم باشد اسرائیل می‌تواند تمام غزه را نابود کند و از راهکاهاری ان نابودی، قطع مایحتاج یا برق یا بمباران کل منطقه باشد تا به "محو" غزه بینجامد.
روزنامه هاآرتص خاخام لیور را یک راستگرای افراطی توصیف کرده و زهافا گلعون رهبر حزب چپ‌گرای مرتس گفته‌است اظهارات خاخام لیور نژادپرستانه است و باید به خاطر آن‌ها مورد تعقیب قضایی قرار گیرد.